# Blastoïdeus
Els blastoïdeus (Blastoidea) són una classe de petits equinoderms coneguts només en forma fòssil. Vivien fixats al fons marí mitjançant un tija i s'alimentaven filtrant aigua.

## Característiques
Igual que els actuals crinoïdeus, els blastoïdeus eren suspensívors sèssils, alimentant-se filtrant aigua. Igual que amb la majoria dels equinoderms, tenien el cos protegit per un conjunt de plaques calcàries fortament soldades i entrellaçades formant una sòlida teca amb marcada simetria pentaradial, amb la boca al centre, envoltada de cinc depressions orals (els ambulacres) disposades en pètals i òrgans filtrants de suport anomenats braquíoles, així com porus respiratoris que condueixen a hidrospires que formen un complex sistema respiratori (que és rar en equinoderms). Aquesta teca estava situada al final d'una tija feta d'elements circulars entrellaçats (com en crinoïdeus amb tija), l'altre extrem es fixava al substrat.

## Registre fòssil
Com moltes altres classes d'equinoderms, els blastoïdeus van aparèixer a l'Ordovicià (fa uns 488 milions d'anys), i va assolir la seva màxima diversitat al Mississipià (Carbonífer Superior). Els seus fòssils desapareixen de formacions geològiques datades al final del Permià. Per tant, van ser abastar un període de 250 milions d'anys, especialment cap al Mississipià (fa uns 350 milions d'anys), per bé que les espècies d'aquest grup són generalment molt menys presents i diverses que les d'altres grups d'equinoderms com les dels crinoïdeus.

## Taxonomia
Els blastoïdeus estan dividit en tres ordres:
- Ordre Coronata †
  - Família Stephanoblastidae Jaekel, 1918 †
  - Família Stephanocrinidae Wachsmuth & Springer, 1886 †
- Ordre Fissiculata †
  - Família Brachyschismatidae Fay, 1961 †
  - Família Codasteridae Etheridge & Carpenter, 1886 †
  - Família Neoschismatidae Wanner, 1940 †
  - Família Phaenoschismatidae Etheridge & Carpenter, 1886 †
- Ordre Spiraculata †
  - Família Orbitremitidae Bather, 1899 †
  - Família Pentremitidae d'Orbigny, 1851 †
  - Família Schizoblastidae Etheridge & Carpenter, 1886 †

## Galeria

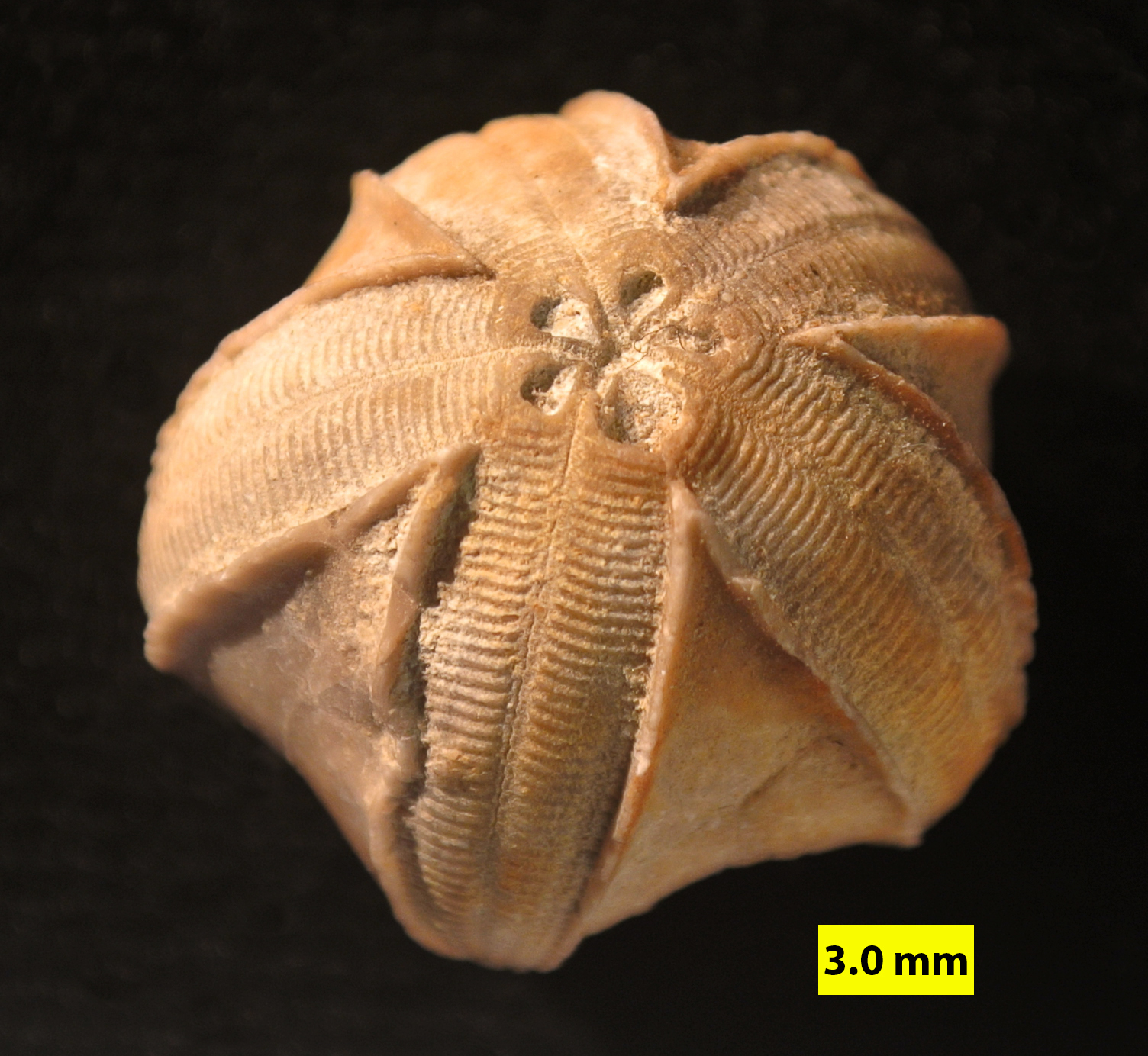
Fossile de Pentremites sp.
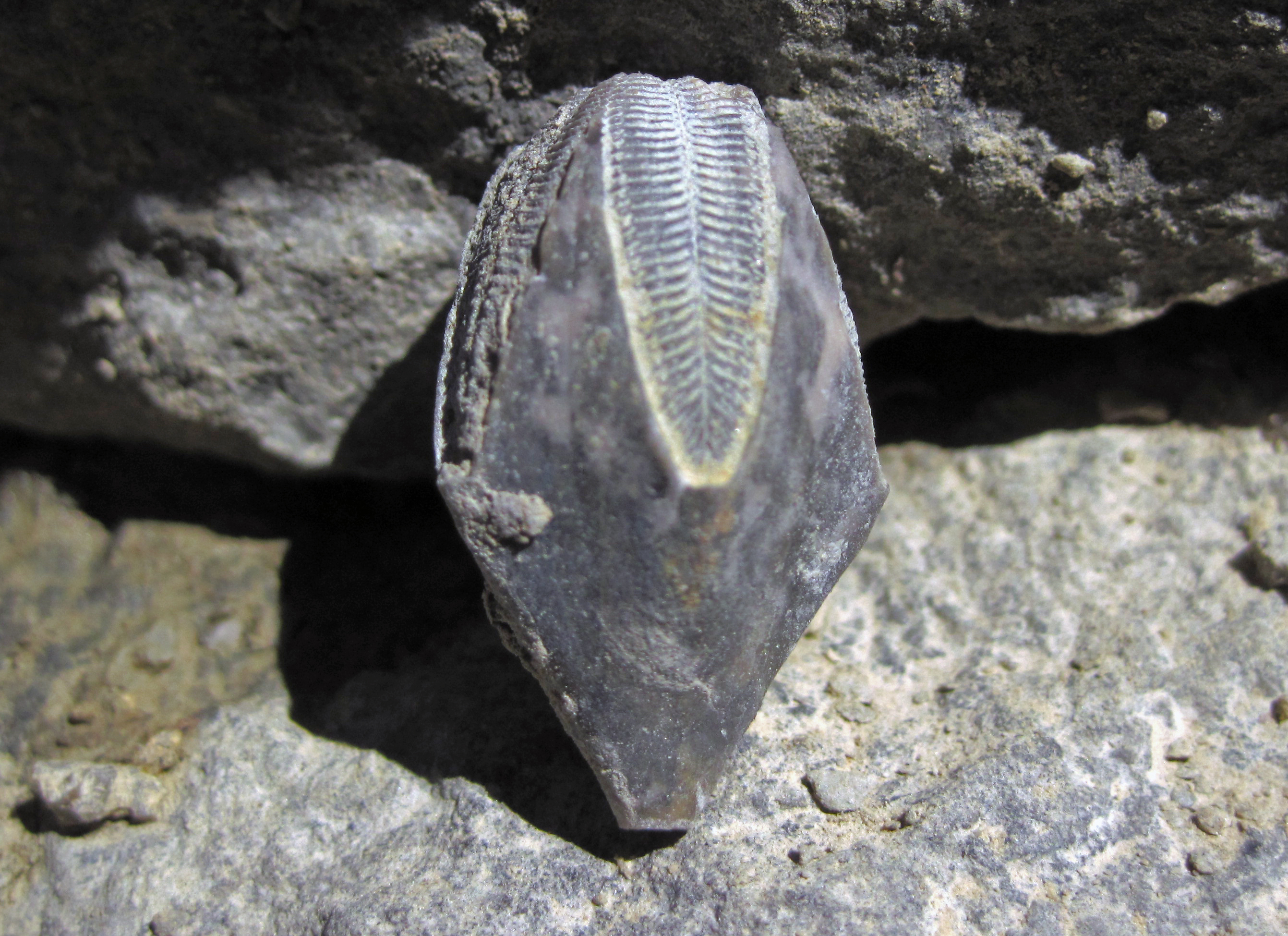
Pentremites meganae
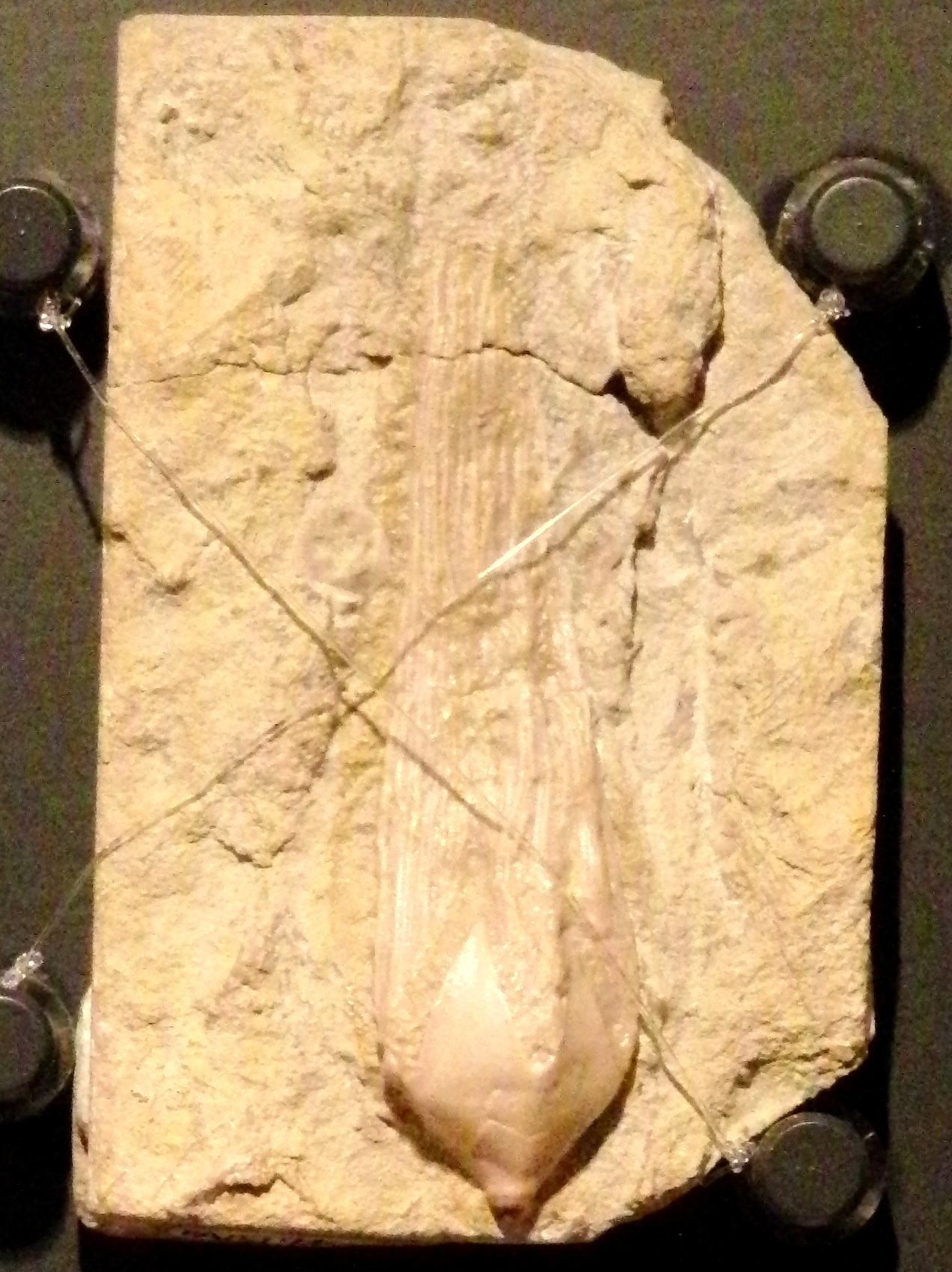
Pentremites welleri (Carbonifère, Illinois).
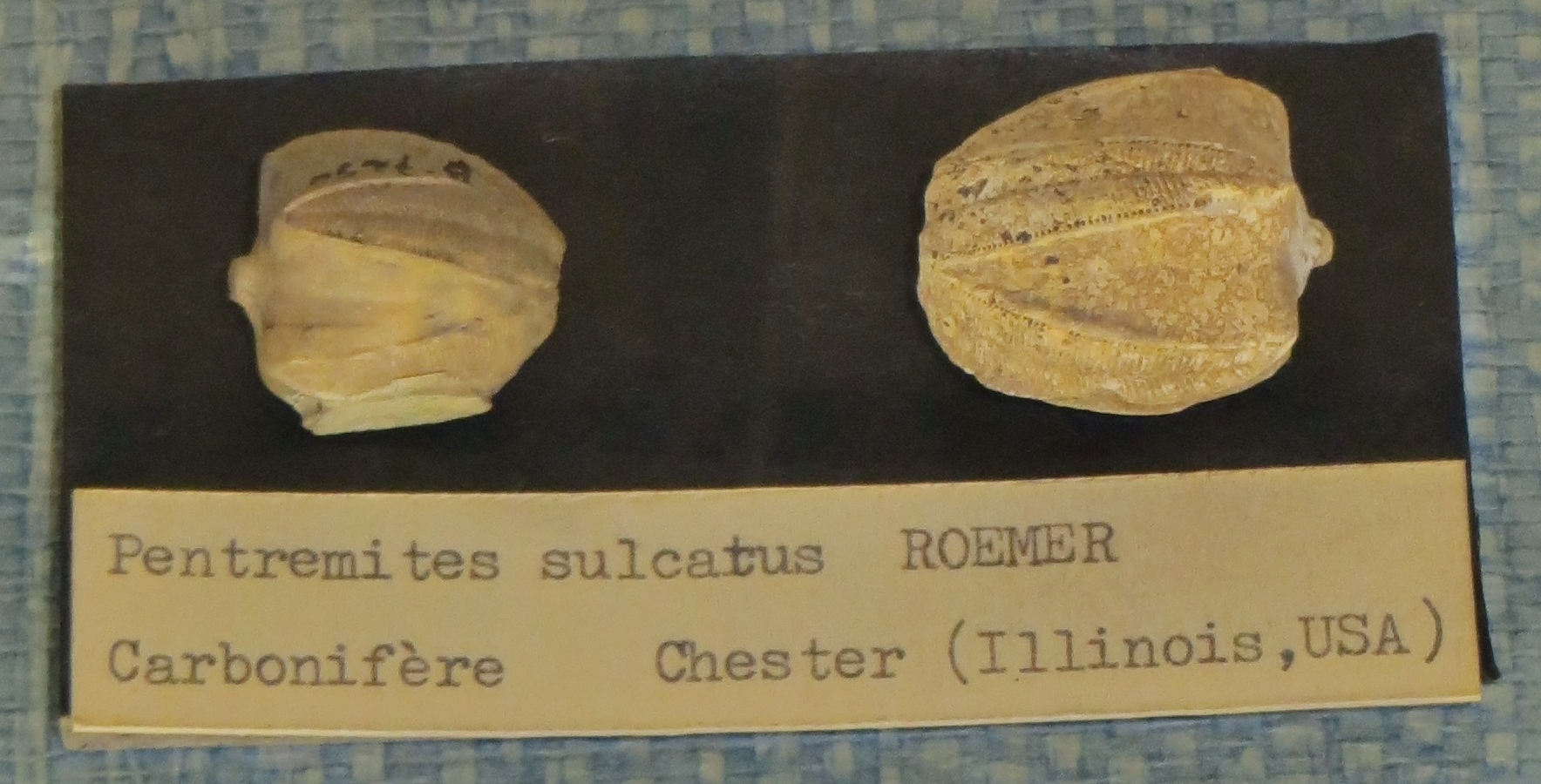
Pentremites sulcatus (Carbonifère, Muséum national d'histoire naturelle).
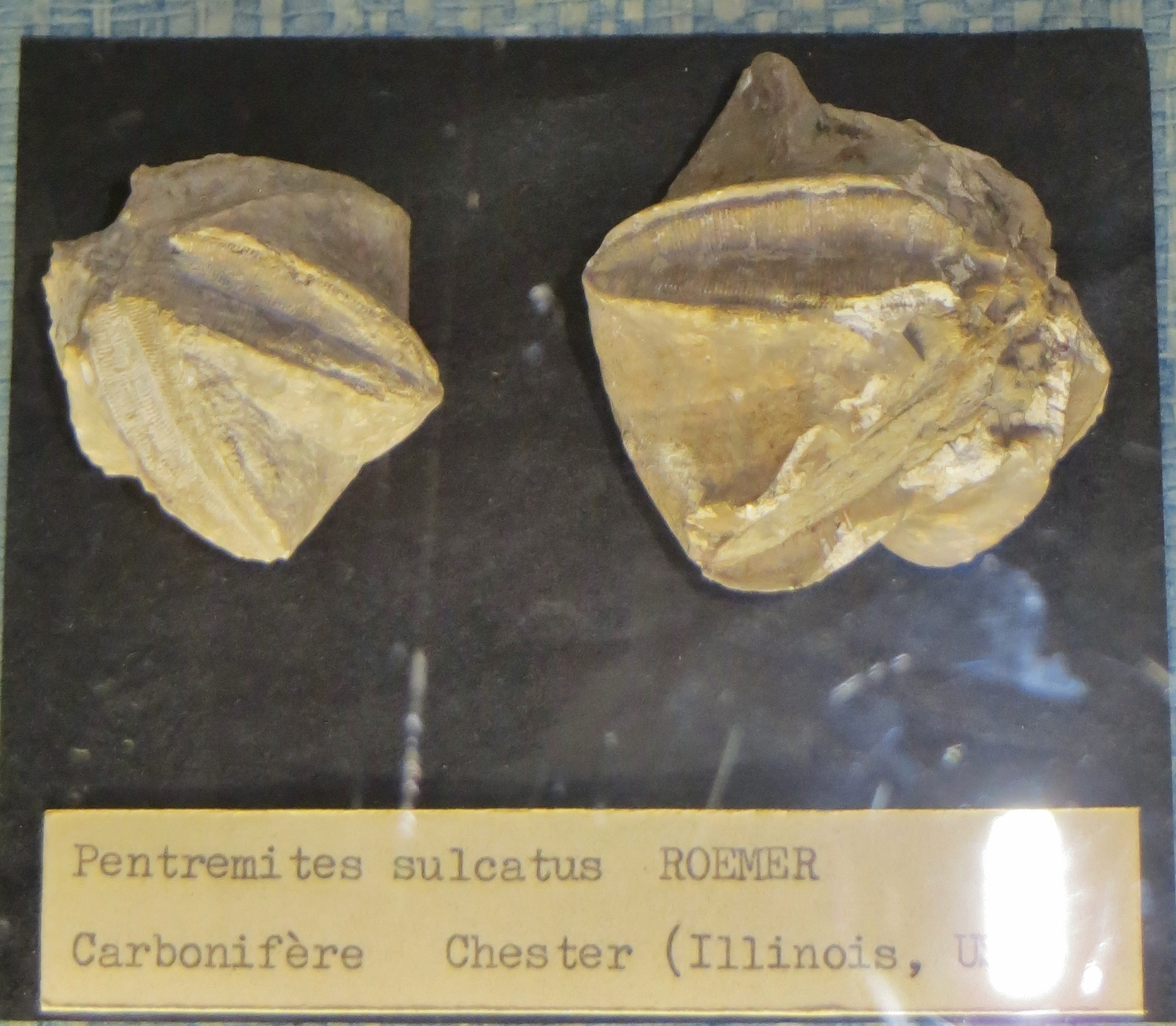
idem.